# Nossidium
Nossidium är ett släkte av skalbaggar som beskrevs av Wilhelm Ferdinand Erichson 1845. Nossidium ingår i familjen fjädervingar.
Släktet innehåller bara arten Nossidium pilosellum.

## Bildgalleri

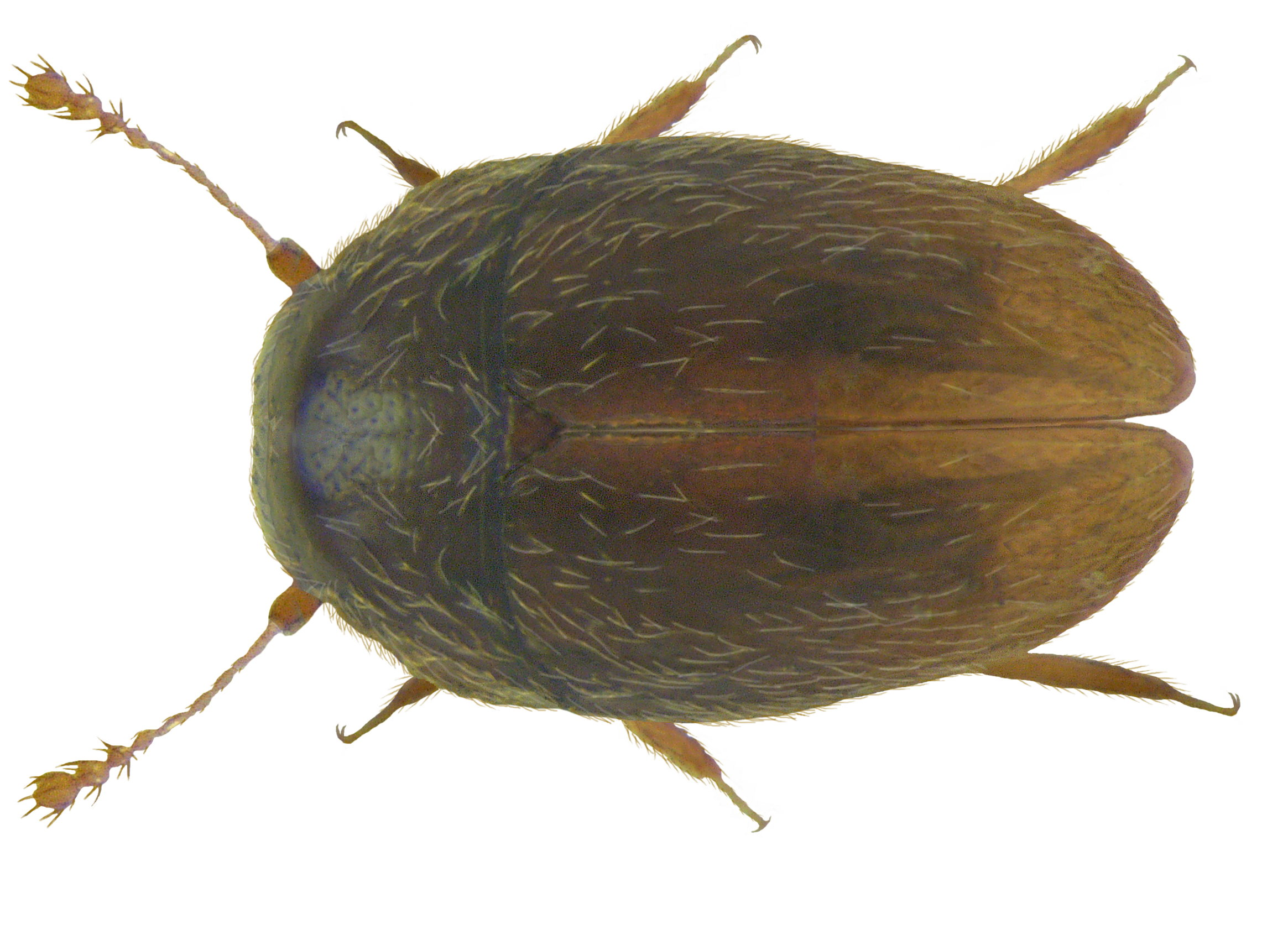
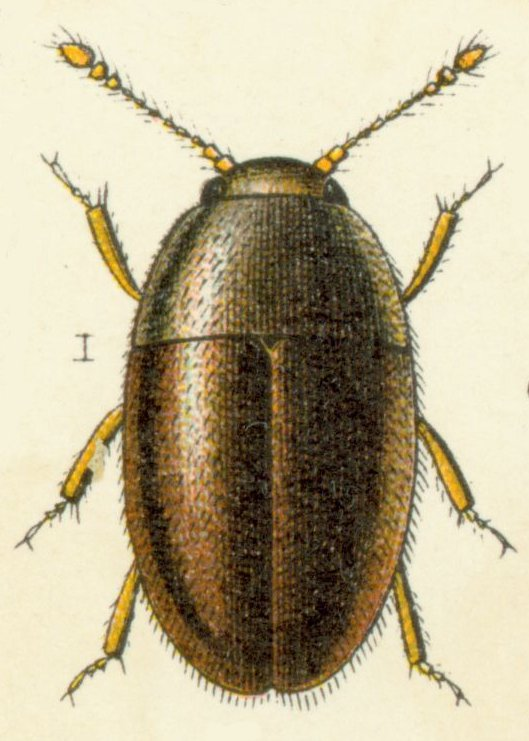